# نسل اول روشنفکران ایرانی
نسل اول جنبش‌های روشن‌فکری در ایران جنبشی بود که ایده‌های تازه را از نیمهٔ سدهٔ نوزدهم تا اوایل سدهٔ بیستم به جامعهٔ سنتی ایران آورد. در طول حکمرانی قاجاریان، و به‌ویژه بعد از شکست ایران در جنگ ایران و روسیه (۱۸۲۸–۱۸۲۶) از امپراتوری روسیه، دگرگونی‌های فرهنگی منجر به‌شکل‌گیری ایده‌های تازه در میان طبقهٔ تحصیل‌کردهٔ ایران گردید. این هزیمت نظامی فرماندهان قاجاری را تشویق کرد به عقب‌ماندگی‌های ایران نائل آیند. بنیانگذاشتن دارالفنون، نخستین دانشگاه نوین در ایران و ورود استادان خارجی، منجر به ورود اندیشه‌های عصر روشنگری به ایران شد، که به‌ نوبهٔ خود با نخستین نشانه‌های جنبش‌های روشن‌گری و روشن‌فکری دنبال گردید.

## پیش‌زمینه
بعد از شکست ایران در جنگ در سال ۱۸۲۸، عقب‌افتادگی نظامی، علمی و اقتصادی ایران برای طبقهٔ تحصیل‌کرده روشن شد. در نتیجه، تعدادی از شاهزادگان، دانشجویان و ادیب‌ها در سال ۱۸۴۳ به فرانسه سفر کردند. در میان آنها تعدادی از متفکران بزرگ مانند میرزا ملکم خان و عبدالرحیم طالبوف حضور داشتند.
یکی از مهم‌ترین چهره‌هایی که بر جنبش روشن‌فکری ایران تأثیر
گذاشتند، میرزا فتحعلی آخوندزاده بود. او که بومی ایران ولی ساکن گرجستان در روسیه بود، آثار قابل‌توجهی به زبان فارسی از جمله مکتوبات از خودش به جا گذاشت. به عقیدهٔ فریدون آدمیت، این کتاب را می‌توان به‌عنوان اعلامیه‌ای پرشور علیه سنت‌های ایرانی در دوران قاجار در نظر گرفت.

### اقتصاد
اقتصاد عصر قاجار تحت تأثیر جنگ‌های پس از سقوط سلسلهٔ صفوی بود. به علت وجود آشوب در حکومت صفوی و قاجار، اقتصاد ایران متلاشی شد. سلسلهٔ قاجار وارث کشوری بود که اقتصادش بر مبنای زمین و زراعت بود. حکومت قاجار تلاش کرد تا اقتصاد کشور را تثبیت کند و صنعت، فرش‌بافی، تجارت، کمی تجارت خارجی و محصولات دامداری را گسترش دهد. بخاطر گسترش شاهزادگان قاجار در سراسر ایران، وضعیت اقتصادی کشور پس از حکومت فتحعلی‌شاه یک اقتصاد فئودال شد.
همراه با اقتصاد فئودالی، افزایش تأثیر کمپانی‌های استعماری و امپریالیست از جمله کمپانی هند شرقی در ایران، باعث فروپاشی کامل اقتصاد ایران در زمان حکمرانی ناصرالدین‌شاه شد.